# 降央卓玛
降央卓玛（藏語：འཇམ་དབྱངས་སྒྲོལ་མ，威利转写：'jam dbyangs sgrol ma，1984年2月1日—），本名降拥卓玛，藏族，四川省甘孜藏族自治州德格县人，毕业于四川音乐学院、解放军艺术学院，擅长中国民族音乐。降央卓玛被稱为“唱藏歌的德德玛”。

## 生平

### 早年生涯
1984年，降央卓玛出生在四川省甘孜藏族自治州德格县的一个农民家庭，从小就受到康巴地区民族音乐的浸染，由于家庭贫困，曾在初中二年级的时候短暂辍学，复学后考取一所中专，因家中缺钱而没入读，独自跑到北京一面打工一面读书，学习电力工业，她在酒店打工的时候，因唱歌才能被发掘，被推荐到甘孜藏族自治州歌舞团，2003年入读四川音乐学院。

### 职业生涯
2005年，降央卓玛在四川音乐学院毕业，这年她的母亲去世，她在四川正式出道，第一部作品是《梦幻康巴》。2006年，降央卓玛到北京参加民族歌手大赛，被西藏军区文工团副团长武劲松看中，2009年，她被招聘为西藏军区政治部文工团演员。2011年，降央卓玛入读解放军艺术学院（今中国人民解放军国防大学军事文化学院），并在北京发展事业。

## 作品

### 专辑
| 名字                 | 发行日期      | 发行公司                 | 语言      | 备注 |
| -------------------- | ------------- | ------------------------ | --------- | ---- |
| 《这山·这水》        | 2008年6月12日 | 中国唱片成都公司         | 汉语/藏语 |      |
| 《金色的呼唤》       | 2009年1月1日  | 广东威扬文化传播有限公司 | 汉语      |      |
| 《金色的辉煌》       | 2009年9月     | 广东威扬文化传播有限公司 | 汉语      |      |
| 《东女国》           | 2009年12月    | 广东星文文化传播有限公司 | 汉语/藏语 |      |
| 《中国之声》         | 2010年4月     | 广东威扬文化传播有限公司 | 汉语      |      |
| 《金色的诱惑》       | 2011年1月     | 广东威扬文化传播有限公司 | 汉语      |      |
| 《天下最美的女中音》 | 2012年9月20日 | 广东威扬文化传播有限公司 | 汉语      |      |

## 奖项
| 年份   | 作品                 | 奖项                                     | 是否得奖 | 备注  |
| ------ | -------------------- | ---------------------------------------- | -------- | ----- |
| 2003年 | 《雪域骄子吟格萨尔》 | 康巴艺术节特等奖                         | 獲獎     | [ 2 ] |
| 2003年 | 《红哈达》           | 四川省新剧目展优秀表演奖                 | 獲獎     | [ 2 ] |
| 2005年 | 《梦幻康巴》         | 四川省第五届少数民族艺术节声乐表演一等奖 | 獲獎     | [ 2 ] |
| 2006年 |                      | 第三届全国少数民族会演独唱金奖           | 獲獎     | [ 2 ] |